# 蜘蛛の糸
「蜘蛛の糸」（くものいと）は、芥川龍之介の児童向け短編小説（掌編小説）。芥川龍之介のはじめての児童文学作品で、1918年に発表された。映画『蜘蛛の糸』についても説明する。

## あらすじ
釈迦はある日の朝、極楽を散歩中に蓮池を通して下の地獄を覗き見たところ、罪人どもが苦しんでいる中に犍陀多（カンダタ）という男を見つける。犍陀多は殺人や放火もした泥棒であったが、過去に一度だけ善行を成したことがあった。それは林で小さな蜘蛛を踏み殺しかけて止め、命を助けたことだった。それを思い出した釈迦は、彼を地獄から救い出してやろうと、一本の蜘蛛の糸を犍陀多めがけて下ろす。
暗い地獄で天から垂れて来た蜘蛛の糸を見た犍陀多は、この糸を登れば地獄から出られると考え、糸につかまって昇り始める。ところが途中で疲れてふと下を見下ろすと、数多の罪人達が自分の下から続いてくる。このままでは重みで糸が切れてしまうと思った犍陀多は、下に向かって大声で「この蜘蛛の糸は己（）のものだぞ。お前たちは一体誰に尋（）いて、のぼって来た。下りろ。下りろ。」と喚いた。その途端、蜘蛛の糸が犍陀多の真上の部分で切れ、犍陀多は再び地獄の底に堕ちてしまう。
無慈悲に自分だけ助かろうとし、結局元の地獄へ堕ちてしまった犍陀多を浅ましく思ったのか、それを見ていた釈尊は悲しそうな顔をして蓮池から立ち去った。

## 出版
1918年（大正7年）4月に脱稿され、鈴木三重吉により創刊された児童向け文芸雑誌『赤い鳥』7月・創刊号に発表された。芥川龍之介が手がけたはじめての児童文学作品で、芥川にとって鈴木は夏目漱石門下の先輩にあたる。神奈川近代文学館が所蔵する肉筆原稿には鈴木三重吉による朱筆が加えられている。
単行本としては、翌1919年1月15日に新潮社から出版された『傀儡師』に収録されている。

## 材源
この話の材源は、ポール・ケーラスによる『カルマ』の日本語訳『因果の小車』
の中の一編であることが定説となっている。

### ポール・ケーラスの『カルマ』
ドイツ生まれのアメリカ作家で宗教研究者のポール・ケーラス（en:Paul Carus）（1852-1919）が1894年に書いた『Karma: A Story of Buddhist Ethics』（以下、『カルマ』と略）の原書（この原書は後述のカルマⅢである。）には以下の8編の仏教説話が収録されているが、『蜘蛛の糸』の材源となった「The Spider-Web」はケーラスの創作である。
『カルマ』には次の8編が載っている。日本語題は、鈴木大拙による『因果の小車』における訳である。
- Devala's Rice-Cart ：提婆邏（デーワラ）の米車
- The Jeweler's Purse
- Business in Benares ：婆羅奈市（バーラーナシー）の取引
- Among the Robbers ：山賊仲間
- The Spider-Web ：蜘蛛の糸
- The Conversion of the Robber Chief
- The Converted Robber's Tomb
- The Bequest of a Good Karma ：善根の應報

#### カルマの諸版
英語版のカルマには、次の3版があり、ストーリーに異同がある。
- カルマⅠ、1894年、KARMA, A TALE WITH A MORAL
- カルマⅡ、1895年、KARMA: A STORY OF EARLY BUDDHISM
- カルマⅢ、1903年、Karma: A Story of Buddhist Ethics

### 鈴木大拙の翻訳
上記の『カルマ』を鈴木大拙が『因果の小車』のタイトルで翻訳して、1898年（明治31年）9月に出版された
。ただし「カルマ」の8編中から前項の5編（日本語訳が付されたもの。）のみが訳出されている。この翻訳では、主人公の名は『カルマ』での「Kandata」から「犍陀多」という漢字を当ててカンダタと読ませているので、芥川もこのまま使っているが、去勢した雄牛を意味する「犍」の字の読みは本来「ケン」であり、「カン」という読みはない。

### 「カラマーゾフの兄弟」説
『カルマ』材源説以前には、ドストエフスキーが1880年に出版した長編小説『カラマーゾフの兄弟』における「1本の葱」の挿話に着想した作品であると考えられていた。

## 類似の物語
- スウェーデンの女流作家セルマ・ラーゲルレーヴが1905年に書いた『キリスト伝説集』（岩波文庫）の「わが主とペトロ聖者」が類似した話となっている。わが主（イエス）が地獄に向けて放った天使につかまって上がってこようとしたペトロ聖者の母親が、一緒につかまって上がってこようとした人々を振り落としたために、天使は母親を放してしまい、結局また地獄へ落ちてしまう話となっている。なお、ケーラスは日本で『カルマ』を再版する際に『聖ペテロの母』に依拠したと思われるエピソードを加えている[7]。
- イタリアとスペインには「天国に居るシエナのカタリナが地獄に居る母親を天国に引き上げようとするが、母親は自分にしがみ付いた魂に悪態をついたため地獄に戻され、カタリナは天国よりも母の居る地獄へ移った」という内容の民話が伝わっている。
- 山形県、福島県、愛媛県には、『地獄の人参』という話が伝承されている。ストーリーは「あるところに欲張りな老婆がいて、その報いで地獄に落ちた。地獄の責め苦に耐え切れず、閻魔大王に『何とか極楽に行かせて欲しい』と頼んだところ、『何か一つでも良いことをしたことはないのか』と問われる。そこで老婆は、隣人（旅の僧）に腐ったニンジン（薬用のオタネニンジンの切れ端）を恵んだ話をする。閻魔大王はニンジンを出し、それにすがって極楽へ行くよう命じるが、蜘蛛の糸の話と同様、最後は亡者を追い払おうとして地獄へ転落する」というものである。これが古来の伝承か、あるいは芥川の小説が翻案されて作られた新たな説話かは不明である[8]。この話は『まんが日本昔ばなし』でアニメ化されている。

## 映画
映画『蜘蛛の糸』は上記小説を主に、芥川の『煙草と悪魔』と『アグニの神』をも原作としてストーリーに盛り込み、新たな解釈を加えて現代劇としたファンタスティックな劇映画である。監督は秋原正俊。主演はスクリーン主演が34年ぶりとなる平幹二朗、助演に高畑こと美が2役を演じ、母の高畑淳子が特別出演した。生前の行いによって、各人が全く異なる形態の地獄に落ちるという設定で、野山や畑などを含めた幻想的な映像が撮影された。ロケは主に長野県上田市、長野市、静岡県焼津市、静岡市で行われ、地域住民もエキストラで参加しており、エンドロールには全員の名前が記載されている。

### キャスト
- カンダタ（食品会社取締役社長） - 平幹二朗
- 垣内総子、鬼 - 高畑こと美
- 軍人 - 鳥肌実
- 悪魔 - 松田洋治
- 魔女 - 初嶺麿代
- 恵蓮 - 菖蒲理乃
- 十一面観音菩薩 - スティーヴ エトウ
- 救世観音菩薩 - 江口のりこ
- 垣内千枝（ピアニスト） - 高畑淳子（特別出演）
- 次の魔女 - 江頭ひなた
- 深田加奈子 - 橋本麗奈
- 三沢恵子 - 今村祈履
- 田口政子 - 本田恭子
- 斎場世話人 - 石上亮
- 飛天 - 白石麻樹

### スタッフ
- 監督 - 秋原正俊
- 原作 - 芥川龍之介
- 音楽 - 山路敦司
- 配給 - カエルカフェ

## アニメーション
- 『まんが日本昔ばなし』で、大方のあらすじは同様のままアニメ化されている。
- 『まんが赤い鳥のこころ』第9話でもアニメ化されている。
- 『青い文学シリーズ』でも第11話にてアニメ化されているが、同じ芥川作品である『地獄変』とリンクされた内容になっている。

## バレエ
本作を元にした同名のバレエ作品『蜘蛛の糸』では、芥川龍之介の息子で作曲家の芥川也寸志が音楽を作曲している。

## 翻案

### 小説
- 『蜘蛛の糸』（小松左京）[9]
サイエンス・フィクション作家小松左京の作品にパロディである同名の掌編小説がある。
彼はまず、「カンダタが糸を放せと言ったのは当然」と評してこの作品を批判した上で、別世界の話として、同様の話を書く。そこでは、地獄に堕ちたカンダタは蜘蛛の糸を降ろされ、それを伝って上がり、ふと下を見ると、他の者も上がってくるのを見る。しかし、彼は彼らを追い落とすより、慌てて伝い上がることを優先、しっかり極楽に上がる。釈迦の方がこれに驚き、他の亡者の登上を阻止しようとして失敗、代わりに地獄に堕ち、亡者たちは極楽へ。
しばらくたった後、カンダタが地獄を覗くと、釈迦が血の池で苦しんでいる。彼は以前のことを思い出し、蜘蛛の糸を降ろす。釈迦がそれに気がついて昇り始めるが、ふと下を見ると、何と地獄の鬼や閻魔まで昇ってくる。「こら、罪人ども。この蜘蛛の糸はのものだぞ。お前たちは一体誰にいて、のぼって来た。下りろ。下りろ。」というと、蜘蛛の糸は切れ、釈迦は地獄へ真っ逆さまに落ちていきました。

テレビドラマ
- 近鉄金曜劇場「いのちの糸」（1962年、朝日放送）脚本・茂木草介 主演・南原宏治

### 楽曲
以下の楽曲は、いずれもこの物語を元にしている。
- 筋肉少女帯「蜘蛛の糸」
- PIERROT「蜘蛛の意図」
- 中島美嘉「蜘蛛の糸」
- FLOW「KANDATA」 - 蜘蛛の糸の物語を恋愛に置き換えている。
- スキマスイッチ「糸ノ意図」
- sasakure.UK「蜘蛛糸モノポリー」
- VALSHE「ジツロク・クモノイト」
- サカナクション「蓮の花」
- 極楽浄土「カンダタ地獄変」
- 人間椅子「蜘蛛の糸」